# Mangifera camptosperma
Mangifera camptosperma är en sumakväxtart som beskrevs av Jean Baptiste Louis Pierre. Mangifera camptosperma ingår i släktet Mangifera och familjen sumakväxter. Inga underarter finns listade i Catalogue of Life.